# Rhepoxynius heterocuspidatus
Rhepoxynius heterocuspidatus är en kräftdjursart som först beskrevs av J. L. Barnard 1960.  Rhepoxynius heterocuspidatus ingår i släktet Rhepoxynius och familjen Phoxocephalidae. Inga underarter finns listade i Catalogue of Life.